# Лапуа
Лапуа (фин. Lapua, швед. Lappo) је град у Финској, у западном делу државе. Лапуа је други по величини и значају град округа Јужна Остроботнија, где град са окружењем чини истоимену општину Лапуа

## Географија
Град Лапуа се налази у западном делу Финске. Од главног града државе, Хелсинкија, град је удаљен 380 км северно.
Рељеф: Лапуа се сместила у унутрашњости Скандинавије, у историјској области Остроботнија. Подручје града је равничарско до брежуљкасто, а надморска висина се креће око 30 м.
Клима у Лапуи је оштра континентална на прелазу ка субполарној клими. Стога су зиме оштре и дуге, а лета свежа.
Воде: Лапуа се развила на истоименој реци Сејнејоки. Река дели град на западни и источни део. 

## Историја
Развој Лапуе започет је добијањем градских права 1865. године. Следећих деценија град бележи брз развој.
Последњих пар деценија Сејнејоки се брзо развио у савремено градско насеље.

## Становништво
Према процени из 2012. године на градском подручју Лапуе је живело 10.548 становника, док је број становника општине био 14.615.
| 1980. | 1990. | 2000. | 2012.  |
| ----- | ----- | ----- | ------ |
| -     | 9.150 | 9.318 | 10.548 |

Етнички и језички састав: Лапуа је одувек била претежно насељена Финцима. Последњих деценија, са јачањем усељавања у Финску, становништво града је постало шароликије. По последњим подацима преовлађују Финци (99,0%), присутни су и у веома малом броју Швеђани (0,1%), док су остало усељеници.